# Robyn and Gandeleyn
Robyn and Gandeleyn è una ballata tradizionale in lingua inglese. È tra le più antiche per attestazione manoscritta; nelle Child Ballads le è attribuito il numero 115.

## Storia e struttura della ballata
Robyn and Gandeleyn è una delle cosiddette Green Forest Ballads, di cui rappresenta, assieme a Johnie Cock, uno degli esempi più antichi e notevoli. Per antichità di attestazione manoscritta, è la terza dell'intero corpus childiano, preceduta soltanto da Iudas e da Riddles Wisely Expounded: proviene infatti da un manoscritto copiato attorno al 1450, lo Sloane MS. 2593, foglio 14v.
Parrebbe dal titolo che il protagonista della ballata sia Robin Hood; ma qui il romantico eroe non c'entra assolutamente niente e si tratta di una semplice omonimia (Robyn, come si specifica anche nel testo della ballata, è un diminutivo di Robert; ma, certo, il fatto che, ad esempio, il manoscritto di Robyn Hode and þe Munke sia praticamente contemporaneo potrebbe anche far pensare ad un passaggio o una contaminazione tra due tradizioni). La foresta ha occupato un posto importantissimo nella vita inglese fino dai tempi antichi; ancora durante il regno della regina Elisabetta I, fitte boscaglie ricoprivano le aree di intere contee, ed il mondo della foresta aveva guardie, leggi e tribunali propri ai quali neanche i nobili ed il clero potevano sottrarsi completamente.
Dall'invasione normanna fino a Giorgio III è stata una continua lotta, per lungo tempo assai sanguinosa, tra il popolo da una parte e, dall'altra, le inique leggi che trattavano l'uccisione d'un cervo alla stregua di un assassinio e sottoponevano i cacciatori di frodo, quando non alla morte, all'abbacinamento o alla mutilazione degli arti. La foresta veniva "monopolizzata" dalla nobiltà per cacciare, mentre per la gente essa rappresentava uno dei pochi mezzi di sostentamento. Il bracconaggio era dunque un'attività rischiosissima e poteva davvero costare la vita, anche perché i guardacaccia avevano la facoltà di abbattere sul posto chiunque fosse stato scoperto a cacciare di frodo. 
L'antichissima ballata di Robin e Gandeleyn riporta fedelmente le tristi vicende di questa lotta, e veramente non ha niente dello spirito avventuroso (e talora giocoso) che pervade altre ballate del genere, specialmente quelle del ciclo di Robin Hood; Robin e Gandeleyn cacciano solo per procurarsi da mangiare (he wentyn to wode to getyn hem fleych, 2, III), ed un cupo spirito tragico è presente fin dai primi versi e nell'inquietante ritornello. 

## Lingua della ballata
La ballata è piuttosto interessante anche dal punto di vista linguistico: per l'epoca in cui è stata trascritta, rappresenta infatti un'importante testimonianza del passaggio tra l'inglese medio e la primissima fase di quello moderno, ma ancora sono presenti molte delle caratteristiche medie in seguito scomparse (come nel passato plurale, ancora munito della desinenza, wentyn, fowndyn "essi andarono, trovarono", in grafia normalizzata wenten, founden; gli infiniti ancora muniti della loro antica terminazione come getyn, gon, ed i participi passati con terminazione piena, come bowndyn, o ancora muniti del prefisso i-, come iflawe, corrispondente al tedesco ge-flohen); l'uso del modo congiuntivo è ancora normale, ed anche nella grafia si hanno spesso incertezze (come nella notazione della fricativa sorda, a volte notata già th, ma più spesso ancora con l'antico thorn <þ>). In diversi punti il senso non è chiaro, a partire dal ritornello. La ballata, che nel manoscritto non presenta divisioni né in strofe, né in versi, mostra il ritornello solo all'inizio ed alla fine, ed il Ritson, che fu il primo a pubblicarla, le diede il titolo di Robyn Lyth ritenendo appunto che Lyth fosse il cognome del protagonista, derivato forse dal villaggio di Lythe, nello Yorkshire. Nel promontorio di Flamborough esiste inoltre una caverna detta Robin Lyth's Hole, che la leggenda vuole una dimora di pirati (non è escluso che tale nome le sia venuto proprio da qualcuno che conosceva la ballata). Si preferisce però di solito interpretare lyth come una forma verbale (inglese moderno lies, da lie), ma i dubbi senz'altro rimangono. 